# David Olive
David Olive FRS (Londres, 1937) é um físico teórico britânico.